# ويليام بيري (لاعب كرة قدم)
ويليام بيري (بالإنجليزية: William Berry)‏ هو لاعب كرة قدم بريطاني (وحمل سابقاً جنسية المملكة المتحدة لبريطانيا العظمى وأيرلندا) في مركز مهاجم داخلي، ولد في 20 أغسطس 1867 في غلاسكو في المملكة المتحدة، وتوفي في 1 فبراير 1919. شارك مع منتخب اسكتلندا لكرة القدم. أما مع النوادي، فقد لعب مع نادي كوينز بارك.

## وصلات خارجية
- ويليام بيري على موقع الاتحاد الإسكتلندي (الإنجليزية)
- ويليام بيري على موقع قاعدة بيانات كرة القدم.إي يو (الإنجليزية)
- ويليام بيري على موقع ناشيونال فوتبول تيمز (الإنجليزية)